# Maohis
Pour les articles homonymes, voir Maohi.
Ne doit pas être confondu avec Maori.

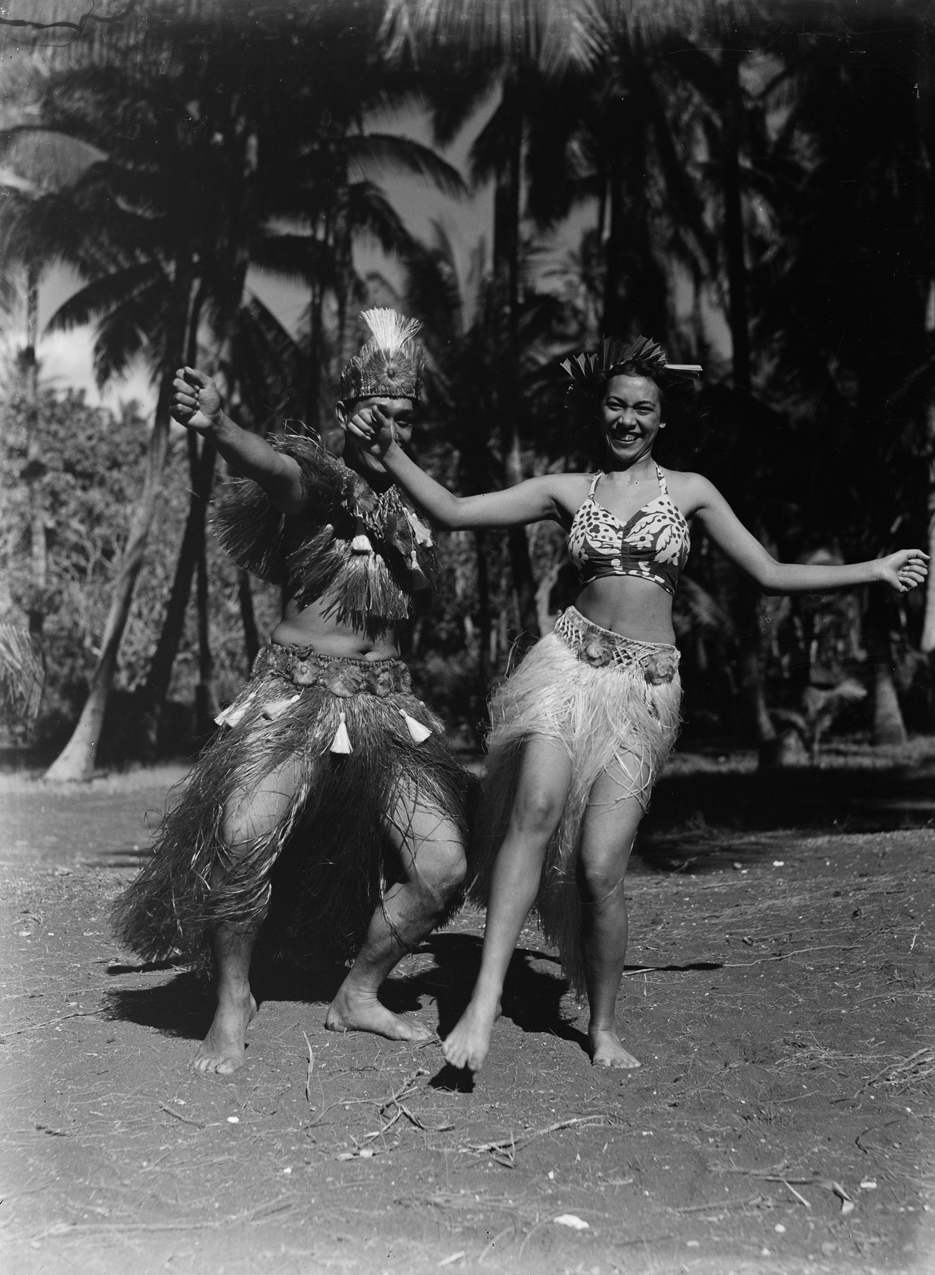
Photo datant d'environ 1940 montrant deux Maohis.

Les Maohis (en tahitien : Māʻohi ; en français « autochtone, du pays ») sont les ancêtres des peuples polynésiens.
La phrase en tahitien : Te Ao Māʻohi en français : « le monde maohi » est une expression forgée par Oscar Temaru qui renvoie à cet héritage d'un peuple quasi mythique d'aventuriers et de guerriers ayant peuplé la Polynésie.